# Karl Ewald Anton Hermann Bartsch
Karl Ewald Anton Hermann Bartsch (* 14. September 1813 in Glogau; † 22. Januar 1887 in Lauban) war ein königlich preußischer Generalmajor und zuletzt Kommandeur des Festungs-Artillerieregiments Nr. 3. 

## Herkunft
Seine Eltern waren der Hofchirurg in Glogau Joseph Bartsch und dessen Ehefrau Therese Herzog.

## Leben
Er erhielt seine Schulbildung auf dem Gymnasium in Neiße. Nach seinem Abschluss kam er am 3. November 1831 als Kanonier in die 6. Artilleriebrigade und wurde am 22. September 1835 zum Portepeefähnrich ernannt. Er war vom 1. Oktober 1835 bis zum 30. September 1837 war er an die Vereinigte Artillerie- und Ingenieurschule abkommandiert. In dieser Zeit wurde er am 2. November 1836 als Seconde-Lieutenant aggregiert.
Nach seiner Rückkehr wurde er am 30. Dezember 1837 zum Artillerieoffizier ernannt und in das Regiment einrangiert. Dort wurde er am 10. Oktober 1848 zum Premier-Lieutenant und am 22. Juli 1852 zum Hauptmann befördert. Am 14. Dezember 1854 kam er in die Feuerwerker-Abteilung und wurde dazu à la suite des 6. Artillerieregiments gestellt. Er erhielt am 30. Juni 1857 das Dienstkreuz und wurde am 18. September 1858 als Batteriechef in das 6. Artillerieregiment versetzt. Am 17. Juni 1862 wurde er Mitglied der Artillerie-Prüfungskommission und am 17. Juni 1862 auch Mitglied der Prüfungskommission für Premier-Lieutenants der Artillerie, dazu wurde er à la suite des 6. Artillerieregiments gestellt. Er stieg am 17. März 1863 zum Major auf und kam am 13. Oktober 1863 als Artillerie-Offizier vom Platz in die Festung Kolberg. Am 7. Juli 1864 wurde er unter Belassung seiner Stellung in die 8. Artilleriebrigade versetzt. Am 11. Oktober 1865 wurde er Direktor des Feuerwerkslaboratoriums und Kommandeur der Feuerwerksabteilung, dazu wurde er à la suite der Brigade gestellt.
Am 31. Dezember 1866 wurde er zum Oberstleutnant mit Patent zum 30. Oktober 1866 ernannt. Als solcher wurde er am 7. Februar 1868 mit Führung des Festungs-Artillerieregiments Nr. 3 beauftragt und dazu à la suite des Regiments gestellt, am 27. Oktober 1868 wurde er als Kommandeur bestätigt. Am 18. Juni 1869 beförderte man ihn zum Oberst. Während der Mobilmachung zum Deutsch-Französischen Krieg wurde er am 5. August 1870 Kommandeur der Artillerie-Kriegsbesatzung von Mainz. Aber am 15. September 1870 kam er als Kommandeur der Belagerungsartillerie nach Toul, dafür erhielt er das Eiserne Kreuz 2. Klasse. Nach seinem Erfolg dort wurde ihm am 11. Dezember 1870 die obere Leitung der Artillerie der Maasarmee vor Paris übertragen. Für die Belagerung von Paris erhielt er das Eiserne Kreuz 1. Klasse. Am 23. Mai 1871 kehrte er in seine Friedensstellung als Kommandeur in das Festungs-Artillerieregiment Nr. 3 zurück.
Er wurde am 23. November 1871 mit Pension zur Disposition gestellt und mit dem Roten Adlerorden 3. Klasse mit Schleife ausgezeichnet, außerdem erhielt er am 23. September 1873 den Charakter als Generalmajor. Er starb am 22. Januar 1887 in Lauban.

## Familie
Bartsch heiratete am 23. September 1867 in Spandau Auguste Luise Cäcilie Friedrich adoptierte Glock verwitwete Schulze (* 5. Juli 1840; † 7. Juli 1917), eine Tochter des Spandauer Bürgers Benjamin Gottlieb Friedrich. Das Paar hatte drei Kinder.